# The Wind
The Wind is een Amerikaanse dramafilm uit 1928 onder regie van Victor Sjöström. De film is gebaseerd op de gelijknamige roman uit 1925 van de Amerikaanse schrijfster Dorothy Scarborough.

## Verhaal
Letty Mason gaat bij haar neef Beverly in Texas wonen. De jaloerse vrouw van Beverly ziet Letty niet graag komen. Ze zet haar al gauw het huis uit. Uit wanhoop trouwt Letty met Lige Hightower. Als ze echter  weigert om tijdens de huwelijksnacht met hem naar bed te gaan, wordt hij kwaad.

## Rolverdeling
| Acteur           | Personage      |
| ---------------- | -------------- |
| Lillian Gish     | Letty Mason    |
| Lars Hanson      | Lige Hightower |
| Montagu Love     | Wirt Roddy     |
| Dorothy Cumming  | Cora           |
| Edward Earle     | Beverly        |
| William Orlamond | Sourdough      |